# Rachel Dolezal

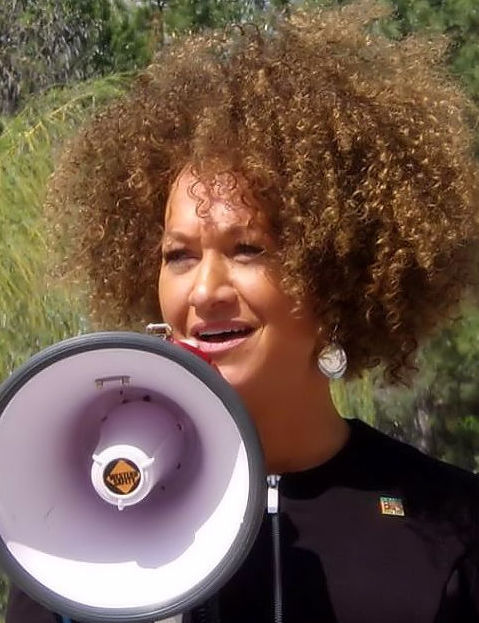
Rachel Dolezal

Rachel Anne Dolezal, zich noemende Nkechi Amare Diallo (Lincoln County, 12 november 1977) is een Amerikaanse auteur, multimediakunstenaar en activiste, die vooral bekend werd om een controverse die in 2015 rees omtrent haar raciale identiteit. Dolezal presenteert zich als een Afro-Amerikaanse vrouw, ofschoon ze blank is en geen verifieerbare Afrikaanse afkomst heeft.
Dolezal was voorzitter van de plaatselijke afdeling van de organisatie National Association for the Advancement of Colored People (NAACP) in Spokane, Washington, van 2014 tot juni 2015, toen ze ontslag nam te midden van de controverse over haar raciale identiteit. Dolezal werd in de publiciteit in verlegenheid gebracht toen haar blanke ouders haar bewering dat ze een zwarte vader zou hebben tegenspraken en publiekelijk verklaarden dat het gehele gezin blank was. Haar ouders verklaarden dit naar aanleiding van het onderzoek naar aangiften die zij had gedaan, waarin ze beweerde het slachtoffer te zijn geworden van rasgerelateerde haatmisdrijven. Later in 2015 erkende Dolezal dat ze weliswaar als blanke was geboren, maar ze hield desalniettemin vol dat ze zichzelf als "zwart" identificeerde.
De controverse over Dolezal leidde tot een nationaal debat in de Verenigde Staten over raciale identiteit. Haar critici stelden dat ze culturele toe-eigening en fraude pleegde; Dolezal en haar verdedigers beweerden dat haar zelfidentificatie oprecht is, ook al is die niet gebaseerd op ras of afkomst. In 2017 bracht Dolezal memoires uit over haar raciale identiteit met de titel In Full Color: Finding My Place in a Black and White World. De ophef over haar identiteit wordt aangehaald in het debat over transracialisme.